# Feeny

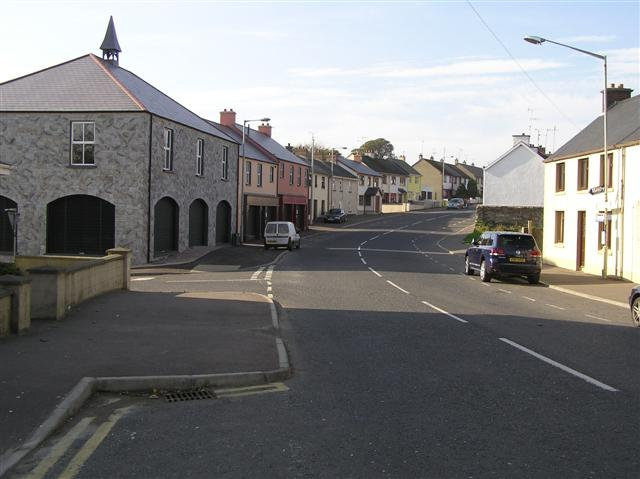
Feeny Main Street

Feeny (irisch: Na Fíneadha; dt.: „Waldland“) ist ein Dorf im Norden Irlands in der historischen Grafschaft Derry in Nordirland.

## Der Ort
Feeny liegt im nördlichen Teil der nordirischen Grafschaft zwischen den Kleinstädten Claudy und Dungiven, 7 Kilometer nordwestlich von Dungiven. Mit dem 20 Kilometer entfernten Limavady und dem 23 Kilometer entfernten Derry City hat Feeny gute Straßen−, jedoch nur eingeschränkte ÖPNV-Verbindungen. Administrativ gehört es zum District Causeway Coast and Glens und parlamentarisch zu East Derry. 
Die Einwohnerzahl des Orts wurde beim Census 2001 mit 542 Personen ermittelt, von denen 95,8 % katholisch und 3,7 % protestantisch waren; die Arbeitslosenquote (16–74 Jahre) lag mit 7,8 % relativ hoch. Lediglich 6,6 % der Bevölkerung waren über 60 Jahre alt. Beim Census 2011 belief sich die Einwohnerzahl auf 690 Personen.